# آزازل جیکوبز
آزازل جیکوبز (انگلیسی: Azazel Jacobs؛ زادهٔ ) کارگردان فیلم، فیلم‌نامه‌نویس اهل ایالات متحده آمریکا است. وی از سال ۱۹۹۷ میلادی تاکنون مشغول فعالیت بوده‌است.
از فیلم‌های او می‌توان به خروج فرانسوی (۲۰۲۰)، عاشقان (۲۰۱۷) و تری (۲۰۱۱) اشاره کرد.